# یاس‌سیچالی (کوزان)
یاس‌سیچالی (به ترکی استانبولی: Yassıçalı) یک منطقهٔ مسکونی در ترکیه است که در قوزان (ترکیه) واقع شده‌است.